# Niflette
Une niflette est une pâtisserie française traditionnelle de la Toussaint, originaire de la ville de Provins, en Seine-et-Marne. Elles ont été par la suite diffusées dans les villes proches de Nogent-sur-Seine et de Villenauxe-la-Grande.
Il s'agit d'une tartelette en pâte feuilletée garnie de crème pâtissière parfumée à la fleur d'oranger et à la vanille.
Selon la légende populaire, leur nom proviendrait du fait qu'elles auraient été à l'origine offertes au Moyen Âge pour la Toussaint et le jour des fidèles défunts aux orphelins, en leur disant « Ne flete » (« ne pleure pas »). Selon d'autres sources, ce nom proviendrait de boulangers picards qui venaient vendre leur pâtisseries à Provins et parcouraient les rues en criant « Niflez, niflez » (« Sentez, sentez » en picard),. Les premières mentions de la niflette remontent au Second Empire.
La fête de la niflette a lieu chaque 11 novembre (Saint-Martin) à Provins.